# Matthew Jones (cầu thủ bóng đá, sinh năm 1980)
Matthew Neil Jones (sinh ngày 11 tháng 10 năm 1980 ở Shrewsbury, Anh), là một cầu thủ bóng đá thi đấu ở vị trí tiền vệ cho Shrewsbury Town ở Football League.
Anh có màn ra mắt cho Shrews vào ngày 8 tháng 5 năm 1999 ở chiến thắng 3-0 trên sân khách ở Third Division trước Torquay United trên sân Plainmoor. Anh vào sân từ hiệp hai thay cho Austin Berkley.